# Движение демократических социалистов
Движение демократических социалистов (Движение демократов-социалистов, греч. Κίνημα Δημοκρατών Σοσιαλιστών) — левоцентристская политическая партия в Греции, созданная 3 января 2015 года Георгиосом Папандреу-младшим после его выхода из Всегреческого социалистического движения (ПАСОК). Партия официально использует в качестве сокращения названия То Кинима (Το Κίνημα, «Движение»), хотя в СМИ её обозначают аббревиатурой КИДИСО (ΚΙΔΗΣΟ).

## История

### Создание
О создании новой левоцентристской политической партии Георгиос Папандреу — президент Социалистического интернационала, уходящий депутат парламента Греции и бывший премьер-министр Греции — объявил 2 января 2015 года, за три недели до предстоящих выборов 25 января. Это подтвердило выход Папандреу из Всегреческого социалистического движения (ПАСОК), которое он возглавлял до марта 2012 года, когда его сменил на посту Евангелос Венизелос. Официальные лица ПАСОК немедленно осудили этот шаг Папандреу как «неэтичный и иррациональный», обвинив своего бывшего лидера в раскалывании партии на почве личных амбиций.
3 января 2015 года учредительный съезд КИДИСО был официально проведён в зале музея Бенаки в Афинах. К новой партии присоединились пять депутатов ПАСОК, в том числе сам Папандреу и бывший министр Филиппос Сахнидис, которому поручили выступать в качестве представителя партии в СМИ вместе с бывшим заместителем министра Йоргосом Петалотисом. Среди других известных политиков ПАСОК, присоединившихся к КИДИСО, — бывший спикер парламента Филиппос Пецальникос и экс-министр Димитрис Реппас.
В 16-страничной учредительной декларации, подписанной 252 членами-учредителями, критиковалась экономическая политика европейских институтов, поддерживалось принятие еврооблигаций и содержался призыв к «прогрессивной, социалистической, экологической Европе».

### 2015—настоящее время: выборы и коалиции
На парламентских выборах в январе 2015 года КИДИСО получило только 2,46 % голосов в общенациональном масштабе, тем самым не сумев преодолеть 3-процентный барьер для получения мест в парламенте Греции.
27 августа 2015 года ПАСОК официально исключил предложенный предвыборный договор с КИДИСО о совместном участии в предстоящих досрочных выборах в сентябре 2015 года. 2 сентября 2015 года Папандреу заявил, что финансовые ограничения означают, что КИДИСО не будет участвовать в этих выборах.
12 января 2017 года Папандреу и лидер ПАСОК Фофи Гениммата объявили, что KIDISO присоединяется к коалиции «Демократическое объединение».
Этот альянс оказался недолговечным, однако вскоре КИДИСО присоединилось к Движению за перемены (КИНАЛ) вместе с ПАСОК, «Демократическими левыми» и «Рекой» (последние две позже покинули коалицию) и избрало двух депутатов на парламентских выборах 2019 года.